# Thor (Marvel)
Thor (de vegades anomenat El Poderós Thor) és un superheroi de l'Univers Marvel, creat l'any 1962 per l'editor, argumentista i dialoguista Stan Lee i el dibuixant i guionista Jack Kirby, inspirant-se en el déu nòrdic homònim. Ha format part en diferents èpoques del grup d'Els Venjadors, sent membre fundador. Les seves històries solen barrejar temes mitològics i fantàstics, amb la ciència-ficció i el gènere superheroic. Es destaquen les històries realitzades per Stan Lee i Jack Kirby a la segona meitat dels anys seixanta, i les de Walt Simonson com a autor complet a mitjans del vuitanta.

## Poders i habilitats
Com a fill d'Odín i Gaea, Thor té capacitats físiques molt superiors als seus compatriotes asgardians. Pot aixecar sense problemes almenys 100 tones. Situant-se entre els herois més forts de l'Univers Marvel, la seva vitalitat és tal que pot sobreviure durant llargs períodes en el buit de l'espai sense protecció i combatre durant hores sense sentir cansament. La seva carn és més densa que la dels simples mortals, per la qual cosa té una gran resistència al dolor i al dany físic, també posseeix immortalitat gràcies a unes illes encantades que només es poden trobar a Asgard, la velocitat d'un llamp i els seus ossos són hiperdensos. La resta de poders de Thor deriven del seu martell encantat de mànec curt, Mjölnir. Mjölnir està forjat d'un metall fictici anomenat Uru, pràcticament indestructible. Mjölnir va ser encantat per Odín i posseeix a més les següents habilitats:
- Torna a la mà del seu amo una vegada llançat. Mjolnir és capaç de travessar pràcticament qualsevol barrera i fins i tot viatjar a través de dimensions per a tornar a la mà del seu llançador.
- Permet volar a Thor. Per a fer-ho, Thor gira el seu martell i el llança, subjectant-se a la corretja d'aquest.
- La velocitat màxima que pot assolir és desconeguda, tot i que arriba a velocitats extraordinàries.
- Només aquell que sigui digne pot alçar el martell del sòl. Fins ara pocs éssers han estat capaços d'aixecar, entre els quals es troben el mateix Thor, Odín, Tiwaz (el seu avi), Beta Ray Bill,[1] el Capità Amèrica,[2] Thunderstrike[3] i Hulk Roig.[4] En el crossover JLA-Venjadors, Superman va aconseguir agafar Mjolnir durant uns minuts i així es va aconseguir la derrota definitiva de Krona. En el crossover Marvel vs. DC, Wonder Woman (la Dona Meravella) va empunyar el martell, que s'havia perdut després de la batalla entre Thor i el Capità Marvel (DC), i el poder de Thor es va sumar al seu propi (fora de continuïtat). No obstant això, va renunciar al mateix perquè la seva batalla contra Tempesta fos justa. A la pel·lícula animada The Avengers the Movie, després que els Venjadors amb la intervenció de Hulk van aconseguir derrotar la raça extraterrestre dels Chitauri, Hulk es va girar en contra dels Venjadors, i en la seva batalla contra Thor, aconsegueix (encara que amb molts treballs) aixecar momentàniament a Mjolnir (malgrat l'encanteri d'Odín perquè cap enemic pogués empunyar) i deixar a Thor inconscient per uns segons (fora de continuïtat). També Hèrcules va tenir èxit empunyar a Mjolnir en la sèrie "Civil War" (Guerra Civil) capítol 7, la utilitzà per destruir la còpia de Thor que S.H.I.E.L.D. havia creat, el mateix Thor que matà a Bill Foster (Goliath Negre) a Civil War 4, encara que aquest no era l'autèntic Mjörn, sinó una arma creada per Tony Stark, Red Richard i Hank Pym. Igualment Deadpool va portar el Mjolnir però només era una còpia feta per Loki per acabar amb el seu germà Thor.

Algunes de les habilitats de Mjölnir i poders són:
- Mjölnir pot controlar els elements, el clima i el llamp.
- Girant a Mjölnir, Thor és capaç de crear un portal que li permet viatjar a dimensions adjacents. Originàriament també podia crear un tornado que li permetia viatjar pel temps, però aquest poder va ser retirat per Inmortus.
- Projectar raigs d'anti-força, absorbir i reflectir energia, etcètera.

Thor té, a més, diversos objectes asgardians de poder únic encara que no sol usar-los habitualment:
- Cinturó de força: Duplica la força de Thor, però quan li treu el deixa feble i esgotat durant un temps.
- Guanteletes: Són de ferro i protegeixen els braços de Thor.
- Armadura de metall asgardià: La va usar quan Hela el va maleir fent els seus ossos fràgils.
- Carro tirat per dos bocs: reveixinant i Triturador. (Corresponents a Tanngrisnir i Tanngnjóstr)

A més, Thor pot invocar "la còlera del guerrer", que fan que la seva força, resistència i poders siguin augmentats fins a nivells encara no determinats.

## Biografia de ficció
Thor és asgardià, raça extradimensional d'éssers autoproclamats déus, originària d'Asgard que va crear un sistema de culte entre les tribus nòrdiques (vegeu: Mitologia nòrdica).
Thor ha adoptat diferents identitats humanes, com:
- El doctor en medicina Donald Blake, esguerrat d'una cama.
- L'obrer de la construcció Sigurd Jarlson.
- L'arquitecte Erick Kevin Masterson. (Thunderstrike)
- El paramèdic Jake Olson.
- Durant la sèrie Earth-x Loki engany a Thor, deixant-lo transformat en dona i atrapat en Asgard.

És membre fundador d'Els Venjadors, i un dels seus membres més importants, actualment no està en l'equip, a causa de la separació de superherois encaputxats després dels esdeveniments de la Guerra Civil.
La seva Asgard natal resulta ser una mena de regne de conte de fades unit a la Terra pel pont Arc de Sant Martí (Bifrost) que li permet passar d'Asgard a Midgard (la Terra).
No obstant això, originalment Thor va ser un bel·licós senyor de la guerra, déu dels vikings, fidel a la deïtat nòrdica en la qual el personatge està directament inspirat. Però la seva agressivitat va depassar els límits i el seu pare Odín el va bandejar a viure com a mortal a Midgard (La Terra) en la personalitat d'un metge esguerrat d'una cama, Donald Blake, sense recordar qui era realment fins que aprengués a valorar la justícia i la pau, moment en què el destí li tornaria la seva identitat de déu del tro.
Això va ser exactament el que va passar: el doctor Donald Blake va fer un viatge a Noruega on va presenciar l'arribada d'extraterrestres que es disposaven a envair la terra, en aquesta nau va aparèixer per primera vegada Korg un dels 5 Warbounds de World War Hulk. En ser descobert fuig, perdent el seu bastó, i és tancat en una cova on involuntàriament es troba amb el seu destí. Allà dins va trobar una vara de fusta que intentà fer servir per cavar una sortida, ja que havia quedat atrapat a la cova després d'un esfondrament, i és al colpejar la paret de roca quan descobreix la veritat sobre el seu origen, ja que la vara resulta ser el seu martell Mjölnir camuflat. D'aquí en endavant, cada vegada que l'invàlid doctor Donald Blake colpeja el terra amb el seu bastó de fusta, es converteix en el Poderós Thor, déu del tro.
Si Thor llença o deixa anar el martell Mjölnir durant 60 segons a Midgard i no el recupera, es transforma irremeiablement en el seu àlter ego humà i, per tant, vulnerable. En Asgard succeeix el contrari. En el primer enfrontament entre Thor i Hulk, aquest provoca a Thor acusant-lo de necessitar el martell per enfrontar-s'hi. Thor demana a Odín que li permeti no perdre els seus poders durant 5 minuts mentre baralla amb el Gegant Maragda. L'enfrontament acaba en un empat.
Loki, el seu mig germà, va enganyar a Hulk per intentar vèncer a Thor. Per a derrotar-lo es van reunir diversos herois i així es va crear la primera formació d'Els Venjadors: Thor, Iron Man, Hulk, La Vespa i l'Home Formiga.
Quan Odín va morir en una batalla contra Surtur, Thor va heretar el tron d'Asgard, sent la seva principal decisió unir Asgard amb la Terra, per no haver de dividir la seva atenció entre les dues. Com a senyor d'Asgard, Thor va jurar restaurar l'antiga glòria del seu regne, prenent com a esposa l'Encantadora en saber que tots dos s'estimaven. En el seu regnat va tenir un fill amb l'Encantadora al que va anomenar Magni, que trobaria el martell després que, en un rampell de bogeria produït per la separació de la seva ànima en dues entitats físiques diferents, matés al seu altre jo a sang freda, i considerat no digne d'aixecar el martell.
A principis de 2006 Thor va morir juntament amb tots els habitants d'Asgard al Ragnarök. Aparentment va reaparèixer en la Guerra Civil, encara que en realitat era un clon de l'original creat per Iron Man (Tony Stark) i Reed Richards dels Quatre Fantàstics per a servir S.H.I.E.L.D.. Finalment ha tornat a ressuscitar, tenint en el número 3 de la seva col·lecció un enfrontament verbal amb Tony Stark en què recrimina haver traït els seus amics en la Guerra Civil i haver fet un clon seu, qüestionant així la seva amistat. Aquesta és una col·lecció mensual, rellançada per l'escriptor Joseph Michael Straczynski i dibuixat per Olivier Coipel.

### Infantesa i joventut
Thor és fill d'Odin, el senyor dels déus d'Asgard, i Jord (també coneguda com a Gea), la deessa mare de la terra. Odin desitjava tenir un fill, el poder del qual derivés tant de la Terra com d'Asgard, i per això havia buscat Jord. Amb aquesta finalitat, va crear una cova a Noruega perquè Jord donés a llum el seu fill. Mesos després, Odin va portar al seu fill a Asgard i Frigga el va criar com si fos seu.
Quan Thor es va fer adult, Odin el va informar de l'existència d'un altre Thor abans que ell. També era fill seu, però pèl-roig, no ros com ell. Aquest Thor va ser assassinat per la Serp de Midgard durant el Ragnarok, la destrucció de la prèvia versió d'Asgard. Fins i tot el mateix Odin va morir, però els déus supervivents van donar origen a un nou Odin, l'actual i pare del nou Thor.
Possiblement, aquestes prèvies versions de Thor i Odin, fossin encarnacions físiques dels actuals. No obstant això, aquest relat de l'origen de Thor bé pogués ser absolutament fals.
Thor va créixer al palau d'Asgard al costat de Loki, qui havia estat adoptat per Odin després de la mort en combat del seu pare, el Gegant del Fred Laufey. Des de la infantesa Loki estava gelós del seu germanastre a qui odiava. A l'edat de vuit anys, Odin va enviar Thor a Nidavellir, la terra dels nans, perquè Brokk i Eitri creessin tres tresors per al sobirà d'Asgard. Un dels objectes va ser el martell d'uru Mjolnir. Odin va encantar el martell i va declarar que el seu ús era reservat per a Thor, que un dia provaria que n'era mereixedor. A l'edat de 16 anys va rebre a Mjolnir i va demostrar ser un gran guerrer. Quan va complir els vint es va enamorar de la deessa Sif. El seu romanç va tenir un final prematur, encara que el van reprendre breument en temps posteriors.
En algun moment durant el segle ix, Thor va viatjar a la Terra per promoure la seva adoració entre els vikings. Quan Thor va veure les atrocitats que es cometien en el seu nom, matant i saquejant els pobles de la cristiandat, es va enfurismar i va marxar de la Terra permetent que el culte als déus d'Asgard morís. Segons l'ull d'Odin, Odin mateix va obligar a Thor a encarnar dos herois germànics mortals: Siegmund i el seu fill Siegfried. En aquests dos rols, Thor va recuperar el poderós anell del Nibelung.
Siegmund va morir a les mans del guerrer Hunding, però Thor va renéixer com Siegfried, que va recuperar l'anell després de matar el gegant Fafnir (aquest Fafnir no ha de ser confós amb el posterior rei de Nastrond). Hagen, el fill d'Alberich, el nan que havia creat l'anell i col·locat la maledicció en ell, va matar a Siegfried, però Odin va ressuscitar a Thor amb el seu verdader cos i va esborrar de la seva ment el record de les seves dues encarnacions mortals. No és clar si la història explicada per l'ull és certa.

### Donald Blake
Thor va continuar vivint a Asgard una vida d'aventures lluitant contra els Gegants del Fred i altres enemics d'Asgard. El jove déu del Tro era arrogant i prepotent, aquesta actitud que molestava en excés a Odín, gairebé va portar a una guerra contra els gegants del fred quan va trencar una treva de pau. Odín va decidir inculcar una mica d'humilitat en el seu fill i el va enviar de nou a la Terra atrapat en la forma mortal de l'estudiant de medicina Donald Blake i esborrant de la seva memòria la seva verdadera identitat. Com Blake va aprendre els valors de la humilitat i la perseverança amb la curació de la seva cama ferida i en la cura dels malalts i moribunds, primer com a estudiant i després com a metge.
Després de deixar l'escola de medicina, Blake va obrir un consultori provat a Nova York. Després d'encarnar el paper de Blake durant deu anys, Odín va implantar en la seva ment la idea d'anar-se'n de vacances a Noruega.
Allà es va trobar amb els homes de pedra de Saturn, o Kronanos, Blake va escapar d'ells i es va quedar atrapat a la caverna on havia nascut mil anys enrere. En ella va trobar Mjolnir en forma de bastó i es va transformar en Thor. Encara que no recordava el seu passat com Déu del Tro, amb el pas dels mesos la seva memòria va anar retornant. Després d'uns quants anys Odín li va revelar la falsa naturalesa de la seva identitat com Blake. Thor va decidir continuar mantenint-la i va continuar dedicant-se a la medicina. Part de la seva afinitat per la Terra es trobava en la inconscient comprensió de la seva herència materna. L'altra part era, simplement, el seu amor per la humanitat i la necessitat d'experimentar coses sol a l'abast dels mortals.
Thor va dividir la seva vida entre Asgard i la Terra, i així ha seguit fins ara. Thor va estar enamorat diversos anys de Jane Foster, una infermera que treballava amb Blake. Odín desaprovava aquesta relació, però el romanç va acabar i més tard va renovar el seu antic embolic amb Sif.
A més, Thor va ser un dels membres fundadors d'Els Venjadors, i ha seguit amb ells fins a temps molt més recents, amb certs períodes d'absència.
Thor intentaria mantenir durant cert temps la seva identitat de Blake treballant per a una clínica que es trobava sota la supervisió del Doctor Lionel Jeffries, però quan abandona un pacient en estat crític a la taula d'operacions per atendre assumptes que reclamaven de l'atenció de Thor, la mort del pacient provocaria l'acomiadament fulminant de Blake. A causa d'això, muntaria una clínica privada que regentaria fins que l'encontre amb el campió extraterrestre Bill Rajos Beta destrossa la vida de Thor.
Bill prendria a Thor per un més dels dimonis de foc de Surtur que havien atacat al seu poble, derrotant-lo en combat després de revertir a la seva forma de Blake durant l'enfrontament. Apoderant-se de Mjolnir que havia recuperat l'aspecte d'un simple bastó, Bill provaria ser digne de sostenir-lo i així obtindria el poder del mateix Thor. Finalment Odín lliuraria a Bill el seu propi martell encantat, Destructor de Tempestes, convertint-se els dos rivals en gairebé germans des d'aquell moment.

### Sigurd Jarlson
Així Thor recuperaria el seu llegendari martell, però perdria per sempre la seva identitat del Senyor Blake. De fet, Odín va transferir l'encantament que li permetia ser mortal al martell del seu aliat extraterrestre Bill Rajos Beta. Amb l'ajuda de Nick Fury, director de SHIELD, Thor es va crear una falsa identitat com Sigurd Jarlson, un operari de la construcció ocupat per Jerry Sapristi. Jarlson no era una nova encarnació de Thor, si no que era simplement un Thor amb robes de carrer mantenint totes les seves qualitats.
Thor ajudaria a liderar les forces d'Asgard en el seu enfrontament amb Surtur quan aquest va tractar de finalitzar la forja de la seva Espasa del Crepuscle i, en la confrontació final amb el dimoni, Odín es llançaria al costat de Surtur a un pou, perdent-se de vista. Els Asgardians van demanar llavors a Thor que els guiés, però aquest declinà l'oferta apuntant Balder com el seu substitut. Quan Thor va rescatar les ànimes d'uns mortals dels dominis d'Hela, aquesta va llançar una maledicció sobre la seva persona que va fer que, a partir de llavors, fos incapaç tant de curar les seves ferides com de morir.
Aviat, l'estat de Thor va ser tan greu que es va haver d'embotir en una armadura per protegir-se de qualsevol mal. Va ser llavors quan Loki, aprofitant-se de la situació, va enviar la Serp de Midgard després d'ell. Thor aconseguiria acabar amb el monstre, sent el seu cos destruït en el procés. A continuació Loki, no content encara amb el resultat, va enviar al Destructor a turmentar les restes de Thor per tota l'eternitat però el seu pla no va sortir com hagués esperat. Quan el Destructor va intentar convertir a Thor en el seu nou hoste, Thor el va derrotar en el pla psíquic per a continuació, usant els seus fantàstics poders, obligar Hela a retirar la seva maledicció i deixar intacte el seu cos.
En una de les seves gestes més impressionants, Thor s'erigiria com el campió del món de Pangoria, jutjat indigne de supervivència pels enigmàtics éssers coneguts com a Celestials. Thor inici una batalla mà a mà amb Exitar el Botxí per evitar que destruís aquest món, descobrint finalment que els Celestials no havien vingut per posar fi a la vida dels seus habitants si no per guarir l'esmentat món, convertint-lo en un paradís. Va ser llavors quan Thor va arribar en la conclusió que es trobava tan lluny dels Celestials com la mateixa humanitat ho estava d'ell.

### Eric Masterson
Quan Seth, déu egipci de la mort, va amenaçar Asgard es va trobar amb l'oposició del mateix Thor, el venjador Cavaller Negre, Hogun el Torvo i l'heroic grup conegut com la Força Terrestre. L'esmentat grup, localitzaria la font de poder de Seth a la Piràmide Negra, on trobarien un captiu Odín. Després d'alliberar el seu progenitor, repel·liria un atac de Surtur mentre Odín es batia amb Seth. Odín acabaria restaurant la magnificència d'Asgard mentre Thor es dirigia a la Galàxia Negra per trobar-se amb la revelació que el seu vell amic Hèrcules, que creia mort, es trobava en aquell lloc. En l'esmentada aventura es veuria acompanyat pels Cavallers de Wundagore, embarcats en la recerca del seu creador, i per Eric Masterson, un arquitecte que havia conegut com a Jarlson.
Després del seu retorn a la Terra serien atacats pel ser conegut com a Mangosta, creació també de l'Alt Evolucionador, resultant Masterson greument ferit en intentar protegir Thor. Per salvar la vida de Masterson, Thor va fer que Odín els fusionés portant una existència conjunta similar a la qual havia portat amb la seva identitat de Blake. A causa d'aquest fet, Thor va haver d'arreglar-se-les per conciliar els assumptes d'Asgard, la seva croada contra el mal i la vida personal del mateix Masterson.
Temps després, Odín se sumiria en el seu son periòdic, exercint el noble Heimdall com a monarca d'Asgard durant l'esmentat període. Thor, en aquells dies compartint la seva identitat amb Masterson, es va haver d'enfrontar una vegada més a un dels plans afavorits per Loki que desembocaria en la mort d'un dels amics del Déu del Tro. Enfurismat, Thor es va valer del seu martell per a, aparentment, segar la vida del seu mig germà. Tanmateix, Loki havia previst aquesta eventualitat i va establir un pacte amb Mefisto com a salvaguarda. Quan la mort es va produir, l'ànima de Loki seria reemplaçada per la del dorment Odín en el regne de Mefisto. Llavors Loki, que habitava el cos d'Odín, va despertar i va encarregar a Heimdall que desterrés Thor. Malgrat la reticència d'Heimdall a obeir aquesta ordre, finalment es va veure obligat a obeir les ordres i Thor seria desterrat a l'interior de la psique d'Eric Masterson. Així, Masterson va passar a convertir-se en Thor, controlant el cos del Déu del Tro quan es transformava.
Poc després, La Mort ressuscitaria Thanos amb la intenció que matés la meitat dels éssers vivents de l'Univers. Per poder arribar a completar l'esmentada tasca, Thanos s'apoderaria una vegada més de les llegendàries Gemmes de l'Infinit, enfilant-les en el totpoderós Guant de l'Infinit enfundat a la seva mà esquerra, convertint-se així en un ésser suprem. A continuació compliria els desigs de seu estimada matant instantàniament i de manera aleatòria a la meitat dels éssers d'univers. Enfrontat pel ressuscitat Adam Warlock acompanyat per alguns dels herois terrestres més poderosos, incloent Thor, i les entitats més poderoses còsmiques, Thanos triomfaria. Durant l'enfrontament convertiria aparentment Thor en cristall, trencant-lo en mil trossos. Convertit en el centre de totes les realitats, la seva posició seria usurpada per una ànima encara menys mereixedora d'ascendir la divinitat, la seva neta Nébula. Aquesta seria desposseïda del seu poder amb l'ajut del mateix Thanos, recaient l'esmentat poder en Adam Warlock. Finalment les gemmes serien repartides entre diferents guardians, per evitar fets similars. La versió made in Masterson de Thor, es creuaria una vegada més amb Warlock durant la Guerra de l'Infinit quan la part malvada d'aquest va ressorgir sota la forma de Magus i va pretendre dominar el món. Amb l'ajuda de Thanos, Warlock i els altres herois s'imposarien a Magus.
Encara més endavant Odín tornaria a despertar, controlat encara per Loki, desterrant Heimdall. Tanmateix Loki es buscaria la seva pròpia ruïna amb les seves accions posteriors, inclosa la persecució dels Tres Guerrers.
Mefisto acabaria per trair Loki, lliurant l'ànima d'Odín a Masterson, a Lady Sif i a Balder. Masterson, convertit a Thor, no tardaria a enfrontar-se a Loki que cada vegada estava aconseguint absorbir més de l'enorme poder d'Odín. Thor va ser aixafat per Loki, quedant mig mort. Tanmateix, amb Mjolnir a les mans de Loki, Thor tornaria a convertir-se en Masterson després d'haver transcorregut el minut de rigor. Abans que Loki pogués acabar amb Masterson, seria atacat per Sif, Balder i els Tres Guerrers. Masterson aprofitaria l'esmentada distracció per recuperar el martell i tornar a convertir-se en Thor. Atacant ràpidament amb el seu martell va aconseguir atordir Loki, moment, que aprofitaria Sif per alliberar Odín que es va dirigir a recuperar el seu verdader cos. Loki llavors seria reclamat per Mefisto a causa de les faltes comeses al llarg de la seva vida, ja que aquest era el verdader objectiu del Senyor de los Demonis des del principi. Odín llavors es decidiria a revelar que Thor jeia en l'interior de la ment de Masterson i Eric, decidit a enfrontar-se als seus propis dimonis, va alliberar el Déu del Tro. Així Thor i Masterson tornarien a existir com|com a éssers independents, tanmateix Masterson retindria la capacitat de convertir-se en un símil de Thor, adoptant finalment la identitat de l'heroi Thunderstrike.

### La Valquíria

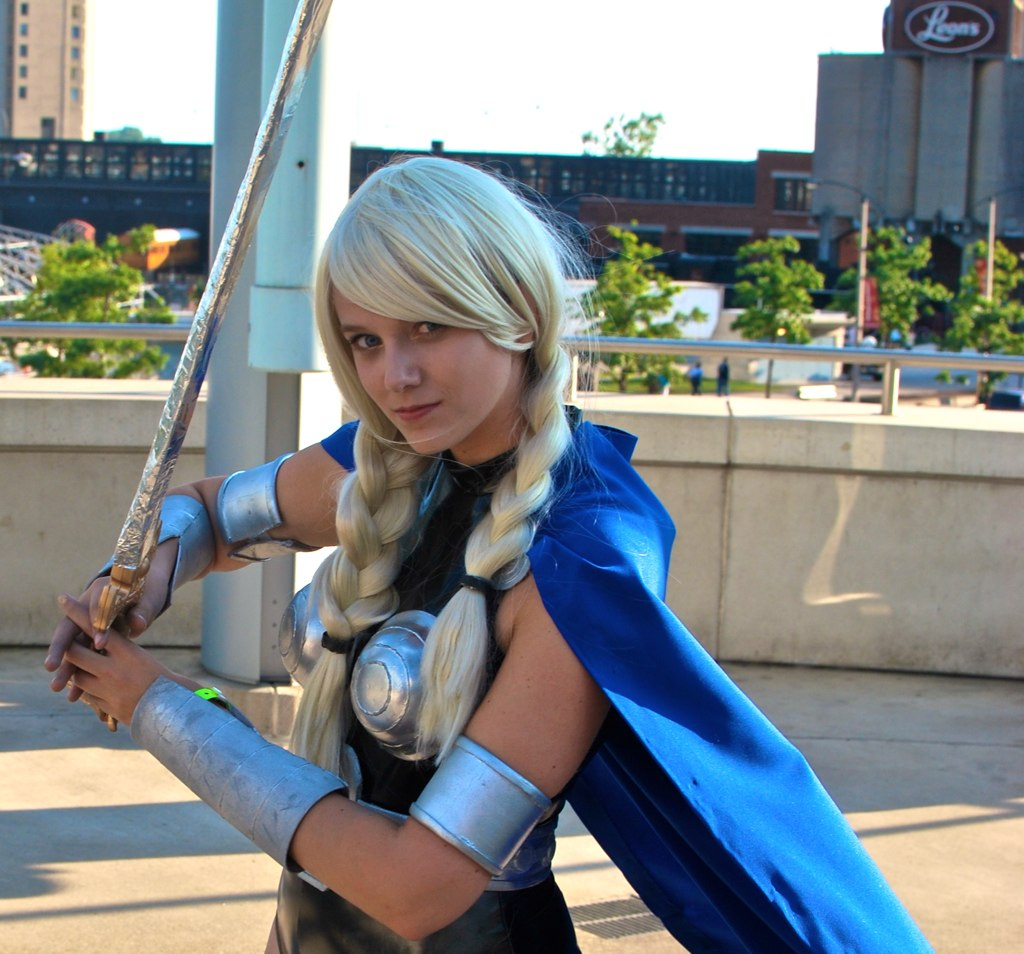
Noia disfressada de Valquíria

Tot i així, els últims esdeveniments havien deixat Thor descentrat i vulnerable. Una bonica Valquíria començaria a aparèixer-se-li, amb la intenció que renunciés a les seves creences i comencés a preocupar-se únicament per si mateix. En aquella època, la naturalesa benèvola escindida de Warlock va ressorgir prenent la forma del ser conegut com la Deessa. Aquest ser convenceria a Thor per unir-se a la seva causa i, encara que Warlock la derrotaria finalment, els problemes mentals de Thor no havien desaparegut.
Finalment, Thor arribaria a un atzucac. Sif tractaria de guanyar-se la col·laboració d'un aliat en els seus esforços per curar Thor, que semblava estar destruint-se a si mateix consumit per la imparable Bogeria del Guerrer.
Sif aconseguiria allistar a la seva causa Bill Rajos Beta però Thor rebutja les seves ofertes d'ajuda, atenent únicament els consells de la misteriosa Valquíria, un ésser que hi havia únicament en la seva ment. Abans que Sif i Bill Rajos Beta fossin assassinats, Estela Platejada va fer la seva aparició però acabo sent derrotat també pel déu embogit. Llavors el toco el torn a Adam Warlock, que es va valer de la Gemma de l'Ànima per intentar determinar l'origen del mal que consumia Thor. Aviat es trobaria a la mercè de Thor, derrotat sense remei. Quan Thor va partir, fent la ferma promesa de destruir l'univers, Warlock va buscar l'ajuda del Doctor Estrany. Alhora, Pip el Troll comunico a la Guàrdia de l'Infinit la malaltia que afligia Thor i, sense la presència de Warlock, van atacar en grup Thor sense cap resultat. Drac Lunar va tractar de curar a Thor utilitzant la Gemma de la Ment però sol aconseguiria que la Valquíria es tornés un ésser corpori. Per empitjorar les coses, en el curs de la batalla, Thor va aconseguir que Drax el Destructor perdés la Gemma de Poder que va ser reclamada ràpidament per l'asgardià. Adonant-se del perill, la Guàrdia es va batre en retirada a la recerca de Warlock. Una vegada el van trobar en el Sancta sanctorum del Doctor Estrany, la Guàrdia al complet es va dirigir a la recerca de Thor. Un a un van caure sota la seva irrefrenable fúria i poder, després de localitzar-lo en una oblidada parcel·la del regne d'Asgard. Terroritzat, Pip va decidir teletransportar a Thor, Estela Platejada i a si mateix a la llar de l'únic ser capaç de detenir l'avenç de Thor, Thanos.
Thor s'enfrontaria a Thanos, aconseguint aquest contenir a l'embogit déu en un bloc de força pura. Després de la batalla, la Guàrdia va fer la seva aparició gràcies a la màgia del Dr. Estrany i junts van tractar d'extreure la demència de Thor. Tanmateix, van fallar i van estar a punt de veure's sumits en la bogeria, també tornant a la realitat únicament quan Thanos va exercir la seva força de voluntat. A conseqüència d'això, la Valquíria va tornar a la ment de Thor i la Guàrdia va decidir que l'única manera de guarir Thor era portar-lo amb Odín. L'arribada del grup a Asgard va ser considerada una agressió, responent-hi els exèrcits d'Asgard. Thanos es va mesurar amb el mateix Odín destruint una part d'Asgard en el procés i, abans que la situació empitjorés, Sif i Bill Rajos Beta van aparèixer i van explicar a Odín la situació. Odín llavors es va introduir en la ment de Thor, intentant curar a Thor però no va donar resultat. El Doctor Estrany i Warlock van convèncer Odín que, en comptes de lluitar contra la ment de Thor, viatgés a l'interior d'ella per trobar l'origen de la seva bogeria. Allà, Odín trobaria el seu fill encadenat a una muntanya, comprenent que els seus repetits intents d'ensenyar humilitat al seu obstinat fill l'havien conduït a la bogeria repartint el seu poder amb altres éssers com Eric Masterson o Bill Rajos Beta. Odín allibera el seu fill, sent enfrontat per Valquíria que, malgrat ser un fragment de la ment de Thor, s'havia tornat molt poderosa i no s'anava a rendir fàcilment. Odín lluita amb ella, però tement destruir-la per por del mal que això pogués causar-li a Thor. Thor, cansat de ser un mer espectador, va demanar al seu pare que es mantingués al marge mentre ell lluitava amb la seva bogeria, derrotant-la ràpidament i deslliurant-se així de seu malament. Tornant a la realitat, Thor va agrair la seva ajuda a Estela Platejada, la Guàrdia de l'Infinit i al Doctor Estrany per ajudar-lo en moments de necessitat, reconeixent fins i tot el paper que Thanos havia jugat en l'assumpte.

### Descoberta de Ragnarok
Temps després, Thor somiaria amb el Ragnarok, el Crepuscle dels Déus. Fastiguejat dels passats intents del seu pare per ensenyar-li disciplina, va decidir abandonar Asgard. No tardaria a aliar-se amb l'Alt Evolucionador i els seus éssers de recent creació de naturalesa divina. Thor acceptaria l'oferta de l'Alt Evolucionador per liderar al grup, batejat com a Godpack. Per aquell temps, Thor tornaria a Asgard trobant-se que un altre Thor havia ocupat el seu lloc. Aquest impostor era l'home conegut com a Red Norvell, un home que ja havia desempenyorat el lloc del Déu del Tro, morint en defensa del regne.
Després de la partida de Thor, Odín va decidir que si el Ragnarok arribava necessitaria un Thor en el seu costat.
Per tant, viatjaria al Valhalla per trobar Norvell, imbuir-lo del poder de Thor i fins i tot lliurar-li una nova versió de Mjolnir. A continuació va declarar que Roger "Red" Norvell era fill seu, renegant del verdader Thor. Després d'aquesta sèrie de decisions, Odín revelaria a Thor la veritat sobre Donald Blake, causant la ruptura de les relacions entre pare i fill. Per aquella època, altres éssers posseïdors del poder de Thor es van sentir malalts o van morir, derivant tot això en la Caiguda d'Asgard i el desterrament dels seus déus a la Terra.
Abans que Thor pogués restaurar el regne Daurat, tornant els déus al seu estatus d'immortals, Onslaught va fer la seva aparició.
Durant l'assumpte Onslaught, Thor va ser absorbit amb la resta dels herois a l'univers de butxaca creada per Franklin Richards. Durant la tornada dels herois a la Terra, Thor es va enfrontar al Doctor Mort, i va acabar en un altre univers. Per això, ambdós van ser atrets a un altre univers per Ceranda, un bruixot. Allà, Ceranda va donar suport a Thor durant la seva estada|estança, però en realitat impedia que Thor pogués tornar a la Terra. Després que el Doctor Mort absorbís el poder de Ceranda (matant-la en el procés), Thor va poder tornar a la Terra.

### El retorn a la Terra
A la seva tornada, Thor es va trobar amb Asgard devastada, fruit de la invasió dels Déus Foscos, com descobriria més tard. La líder dels Déus Foscos, Majeston Zelia, havia capturat tots els asgardians i mantenia esclavitzat Odín. Però Thor va alliberar Odín, que va expulsar els Déus Foscos i va recuperar Asgard per als asgardians.
Després d'això, Thor es va enfrontar a amenaces com el retorn dels Encantadors, uns poderosos bruixots. També va haver d'enfrontar-se a l'aliança de Mangog i un doble de Thanos, que intentava destruir l'univers utilitzant un ésser conegut com l'Elegit, una dona anomenada Tarene que estava destinada a elevar la humanitat a les seves cotes més altes.
Thor va lluitar contra la invasió d'Asgard per part de Malekith, l'elf fosc, i contra una encarnació futura del Gladiador, enviada per Zarrko, l'home del futur, per impedir un futur apocalíptic causat per Thor. També es va veure obligat a lluitar contra el Destructor, impel·lit per l'esperit de Tarene.

### Jake Olson
Durant la guerra contra els Déus Foscos, Thor es va veure obligat a prendre la identitat humana de Jake Olson. Després de la lluita amb el Destructor, Odín va separar ambdues identitats, quedant Thor d'una banda i Jake Olson a la Terra, amb els mateixos records que Thor. Odín moriria poc després en batalla amb Surtur, que havia estat alliberat a la Terra.
Per això, Thor es va veure obligat a assumir la seva posició com Monarca d'Asgard, i el seu cos va assimilar la força Odín. Per poder atendre tant Asgard com Midgard (la Terra), Thor va traslladar la primera als cels de Nova York. Asgard va ser atacada per dos Déus Foscos, comandats per Zarrko, que pretenia posar fi al regnat, i també va rebre un atac de l'ONU amb armes nuclears, per la qual cosa Thor es va immisquir encara més en assumptes polítics de la Terra.
Aquest fet va causar enfrontaments amb Els Venjadors, als que Thor va decidir abandonar. Finalment, i a causa de l'alt nivell d'intervenció de Thor en assumptes internacionals, un comando de països aliats va organitzar un atac a Asgard, que van fer caure dels cels de Nova York. Després d'això, Jake Olson es va enfrontar a Thor, aconseguint arrabassar-lo fins i tot a Mjolnir, el seu martell sagrat. Thor va vaporitzar Jake Olson, però aquest fet va provocar que ja no fos digne per sostenir Mjolnir.

### La mort i la renaixença
Thor moriria posteriorment després d'enfrontar-se a "Aquells que se sentin en les Ombres" a causa del fet que els esmentats éssers havien manipulat Asgard perquè se sumís repetidament en un nou Ragnarok. Donant la seva vida en la tenacitat, Thor es va trobar sent felicitat per la Força Odín, que havia adoptat la forma d'un jove asgardià, per haver complert el destí que el seu pare sempre havia volgut per a ell.
Poc després, Mjolnir va aterrar a la Terra acompanyat del desterrat Doctor Mort. Aquest intentaria demostrar que era digne d'utilitzar el martell però s'equivocava. Des de llavors Thor ha reaparegut, intentant reconstruir Asgard a la Terra instal·lant-se en Red i va iniciar la recerca pel món dels seus compatriotes asgardians sent el primer a trobar a Heimdall i tornar-li la seva forma divina, també va aparèixer el seu germanastre Loki però amb cos de dona. Després de trobar a alguns asgardians més va decidir acabar una vegada per sempre amb la recerca i conjurant un raig amb tot el seu poder i el va llançar a través de tot el globus assolint als éssers humans qui ocultaven la forma dels asgardians i tornant-los la seva divinitat ell deixant-se'l tan debilitat que tub per realitzar el ritual del "somni d'Odín"; durant la recerca dels seus compatriotes es va enfrontar a Iron Man qui li demanava que es registrés però Thor es va negar i es va produir un combat fugaç guanyant el déu del tro deixant assumptes pendents amb Tony Stark.
En adonar-se que alguns dels seus íntims amics i el seu pare no apareixien va decidir buscar més profundament pel món als seus companys desapareguts el que li va portar a trobar-se amb el Destructor (la màquina creada per Odín per destruir els Celestials) el qual estava animat per la força vital de Balder i després d'un enfrontament Thor va poder alliberar el seu amic que li va tirar per la cara la seva escassa preocupació pels seus compatriotes en els seus majors moments de necessitat però aquestes discrepàncies serien resoltes poc més tard a causa del mutu respecte que es tenien ambdós guerrers.
Després d'aquests esdeveniments la vida a Asgard semblava reprendre una rutina normal i un dia Thor es va trobar amb el seu pare al món dels somnis gràcies al poder d'Odín- que es trobava lluitant contra Surtur per tota l'eternitat perquè no accedís aquest a la Terra i que aquella era el seu destí explicant-li Odín al seu fill que ara és ell que té el poder d'Odín i és el rei d'Asgard en ple dret.
Poques setmanes més tard es faria públic que Balder era germanastre de Thor i se'l va nomenar príncep d'Asgard de ple dret. Temps després Thor va aïllar Asgard amb una tempesta i cauria del cel a Asgard Bill Rajos Beta formant part del pla dels Skrulls per crear paranoia entre els asgardians, però tot just veure Bill Thor va reconèixer que era l'autèntic donant-li el seu martell i reprenent Bill la seva forma Asgardiana i Thor la seva forma de Donald Blake. Va deixar a Bill i a Balder de les tropes d'Asgard en la batalla contra els Asgardians mentre ell ajudava als humans, després d'acabar d'ajudar els humans va tornar a Asgard per enfrontar-se a una Super-Skrull que tenia el Destructor de Tempestes de Bill, que havia estat corromput per la ciència skrull.

## Trajectòria editorial

### Journey Into Mystery
Publicacions importants:
- Journey into Mystery #83 (1962)
- Thor #159 (1968), Thor Annual #11 (1983)
- Com a Blake, troba a Mjolnir a Noruega, es fa Thor (Journey into Mystery #83, 1962)
- Es troba als Venjadors (Avengers #1, 1963)
- Apren l'origen de l'indetitat de Donald Blake (Thor #159, 1968)
- Orígens i aventures passades a la Terra (Thor Annual #11, 1983)
- Bill Raig Beta entra en acció com a rival, i més tard com aliat (The Mighty Thor #337)
- Adopció de la identitat de Sigurd Jarlson (Thor #341, 1984)
- Combinat amb Eric Masterson (Thor #408, 1989)
- Exiliat per matar Loki (Thor #432, 1991)
- Alliverat de l'exili per Eric Masterson (Thor #457, 1993)
- Es torna dement, torna a la normalitat amb l'ajut d'Àdam Warlock i Dr. Estrany (Thor #460-471, 1993-1994)
- És Ragnarok, l'apocalipsi asgardià (The Mighty Thor #582-588)
- Adoptada la forma de Jake Olson (Thor #2, 2001)
- Testig de la mort d'Odin, es fa Lord d'Asgard (Thor #41-43, 2002)
- Asgard bombardejat(Thor #68, 2003)
- La Terra conquerida (Thor #68, 2003)
- Desfa la conquesta de la Terra (Thor #79, 2004)
- Mort en lluita 'Aquells Que Seuen Sobre les Ombres' (Those Who Sit Above in Shadows)(Thor #85, 2004)

La saga de Thor va començar a la revista antològica Journey into Mystery en forma de relats de 13 pàgines. En la primera d'aquestes historietes, corresponent al número 83 de la revista (data de portada agost de 1962), a càrrec de l'editor-argumentista Stan Lee, el seu germà, l'escriptor Larry Lieber i l'escriptor i dibuixant Jack Kirby, es relatava com el Dr. Don Blake, un home coix estatunidenc de vacances a Noruega, trobava en un remota cova un bastó màgic que, en colpejar-lo, els convertia en el déu Thor i el seu martell, Mjolnir, just a temps per aturar una invasió dels homes de pedra de Saturn.
Una versió diferent del deu mitològic Thor havia aparegut anteriorment a Venus # 12–13 (febrer-abril de 1951). Lee va descriure el 2002 la gènesi de Thor al principi del panteó de Marvel, després de la creació del Hulk:
| « | (anglès) [H]ow do you make someone stronger than the strongest person? It finally came to me: Don't make him human — make him a god. I decided readers were already pretty familiar with the Greek and Roman gods. It might be fun to delve into the old Norse legends... Besides, I pictured Norse gods looking like Vikings of old, with the flowing beards, horned helmets, and battle clubs. ...Journey into Mystery needed a shot in the arm, so I picked Thor ... to headline the book. After writing an outline depicting the story and the characters I had in mind, I asked my brother, Larry, to write the script because I didn't have time. ...and it was only natural for me to assign the penciling to Jack Kirby... | (català) Com fer que algú sigui més fort que la persona més forta? Per fi, em va arribar: no fer-lo humà, convertir-lo en déu. Vaig decidir que els lectors ja estaven prou familiaritzats amb els déus grecs i romans. Pot ser divertit aprofundir en les antigues llegendes nòrdiques ... A més, vaig representar déus nòrdics semblant a vikings antics, amb les barbes que flueixen, els cascos amb banyes i els clubs de batalla. ... Journey into Mystery necessitava un tret al braç, així que vaig agafar a Thor per encapçalar el [comic-]book. Després d'escriure un esquema que representava la història i els personatges que tenia al cap, vaig demanar al meu germà Larry que escrigués el guió perquè no tenia temps. ... i era el natural per mi assignar els llapis a Jack Kirby ... | » |
| — Stan Lee, George Mair, Excelsior!: The Amazing Life of Stan Lee. 2002 Nova York. Fireside Books isbn 978-0684873053 | | |   |

En una entrevista el 1984 Kirby va dir:
| « | (anglès) I did a version of Thor for D.C. in the fifties before I did him for Marvel. I created Thor at Marvel because I was forever enamored of legends, which is why I knew about Balder, Heimdall, and Odin. I tried to update Thor and put him into a superhero costume, but he was still Thor. | (català) Vaig fer una versió de Thor per a D.C als anys cinquanta abans de fer-la per a Marvel. Vaig crear Thor a Marvel perquè sempre estava enamorat de les llegendes, raó per la qual vaig conèixer Balder, Heimdall i Odin. Vaig intentar actualitzar Thor i posar-lo amb un vestit de superheroi, però encara era Thor. | » |
| — James Van Hise "Superheroes: The Language That Jack Kirby Wrote" a Comics Feature núm.34 (abril de 1985) | | |   |

Aquesta història es va incloure a Tales of the Unexpected # 16, de 1957; i tot i que el personatge tenia un disseny diferent, Kirby va reutilitzar-ne alguns detalls quan va crear la versió Marvel Comics. I en una entrevista de 1992, Kirby va dir que "[I] knew the Thor legends very well, but I wanted to modernize them. I felt that might be a new thing for comics, taking the old legends and modernizing them. ([Jo] coneixia molt bé les llegendes de Thor, però volia modernitzar-les. Vaig pensar que podria ser una cosa nova per als còmics, prendre les llegendes antigues i modernitzar-les.)"
Històries posteriors del tret de 13 pàgines "The Mighty Thor" van continuir indicant argument de Lee, amb guions de Lieber o de Robert Bernstein, treballant sota el pseudònim de "R. Berns". Diversos artistes van dibuixar-los, Jack Kirby, Joe Sinnott, Don Heck i Al Hartley. Amb Journey into Mystery # 101 (febrer de 1964), la sèrie va començar a tenir un llarg i definitiu recorregut per l'escriptor i co-argumentista Lee i el llapis i co-argument de Kirby que va durar fins al retitulat Thor # 179 (ag. 1970).
Al número 84 de Journey into Mystery, els autors presenten la rutina diària del protagonista en la seva consulta mèdica i el seu amor ocult per la infermera Jane Foster, traslladat després a l'imaginari país llatinoamericà de Sant Diable, on, fent ús dels poders de Thor, aixafa la facció comunista que pretenia prendre el poder. Seguiran després enfrontaments amb Loki, que després d'escapar-se de la seva presó arbòria ha aconseguit trobar a la Terra (núm. 85) i Zarrko, l'Home del Demà, amb invocació a Odín inclosa per poder viatjar al futur en la seva captura (núm. 86). Allibera després a uns científics estatunidencs segrestats pels soviètics (núm. 87) i torna a enfrontar-se amb Loki (núm. 88), a més de amb un grup de gàngsters (núm. 89).
Al número 90, dibuixat per Al Hartley, el martell de Thor per atreure-ho a Asgard (núm. 92), a més de presentar per primera vegada el cinturó de poder.
Jack Kirby torna al número 93, encarregant-se de narrar l'atac de l'home radioactiu de la Xina comunista a Nova York, però els següents números continuaran sent dibuixats per Joe Sinnott: Thor i Loki ataquen la raça humana (núm. 94), després d'haver estat alterada la personalitat del primer causa d'un cop al seu cervell; Els duplicats malignes (núm. 95) creats pel professor Zaxton, i Desafia la màgia del Boig Merlín! (núm. 96).
Lee i Kirby van incloure Thor a Els Venjadors (còmic) com a membre fundador de l'equip de superherois. El personatge ha aparegut des de llavors en cada volum posterior de la sèrie.
Al número 97, dibuixat una altra vegada per Kirby, s'incorporen com un afegit els "Relats d'Asgard", que duraran fins al número 126. En la història principal (Lluita contra l'Home de lava), es presenta el combat de Thor contra aquest monstre subterrani, però les tintes tornen a carregar sobre el conflicte amorós de Don Blake, incapaç de declarar-se a Jane per no incomplir la prohibició d'Odín de casar-se amb una mortal.
Els següents números, dibuixats per Don Heck, veuran l'arribada de dos nous vilans (Cobra i Mister Hyde) i, de nou amb Kirby, el retorn de Zarrko.

### Thor vol.1
Journey into Mystery es va retitular com Thor al caixetí o The Mighty Thor a la majoria de portades) amb el número # 126 (data de portada març de 1966). "Tales of Asgard" es va substituir per un serial de cinc pàgines protagonitzada pels Inhumans als números 146–152 (novembre 1967 - maig de 1968), després de la qual es van eliminar les presentacions i les històries de Thor es van expandir a la mida de 20 pàgines llavors estàndard de Marvel. Marvel va presentar una marca comercial per a "The Mighty Thor" el 1967 i la Oficina de Marques i Patents dels Estats Units va emetre el registre el 1970.
Després que Kirby abandonés el títol, Neal Adams va dibuixar els números # 180-181 (setembre - octubre de 1970). John Buscema es va convertir en l'artista habitual el número següent. Buscema va continuar dibuixant el còmic gairebé sense interrupcions fins al número 278 (desembre de 1978). Lee va deixar el guió poc després que Kirby sortís, i durant la llarga interpretació de Buscema al llibre, les històries van ser escrites principalment per Gerry Conway, Len Wein o Roy Thomas. Thomas va continuar escrivint el títol després de la marxa de Buscema, treballant gran part del temps amb l'artista Keith Pollard; durant aquest període, Thomas va integrar molts elements de la mitologia nòrdica tradicional en el títol, amb històries específiques adaptades als còmics. Després del mandat de Thomas, Thor va tenir un equip creatiu totalment nou.
A mitjans dels anys 70, Marvel es va plantejar donar al personatge una segona sèrie en format de magazine. Una història escrita per Steve Englehart per al projecte avortat va aparèixer a Thor Annual # 5 (1976). Una història en blanc i negre de Thor va aparèixer publicada a Marvel Preview #10 (hivern de 1977).
Walt Simonson es va fer càrrec tant de l'escriptura com de l'art a partir del número 337 (nov. 1983). Les seves històries van posar més èmfasi en els orígens mitològics del personatge.
L'etapa de Simonson com a autor complet va durar fins al # 367 (maig de 1986), tot i que va continuar escrivint -i dibuixant ocasionalment el còmic fins al número 382 (agost de 1987). L'etapa, que va introduir el personatge Beta Ray Bill, va ser considerat com un èxit de públic i crítica. Les històries posteriors de Simonson van ser dibuixades per Sal Buscema, que descriu les històries de Simonson com ""very stimulating. It was a pleasure working on his plots, because they were a lot of fun to illustrate. He had a lot of great ideas, and he took Thor in a totally new direction." (molt estimulants. Va ser un plaer treballar en les seves trames, perquè van ser molt divertides per il·lustrar. Tenia moltes idees fantàstiques, i va portar Thor en una direcció totalment nova.) Després de la marxa de Simonson, l'editor cap de Marvel en aquell moment, Tom DeFalco, es va convertir en l'escriptor. Treballant principalment amb l'artista Ron Frenz, DeFalco va romandre en el llibre fins al número 459 (febrer de 1993).
Com a conseqüència de l'arc argumental que conduiria al crossover "Heroes Reborn" de la dècada de 1990, Thor va ser eliminat de la continuïtat de Marvel principal, aparentment mort lluitant contra Onslaught i amb altres personatges de Marvel es van tornar a imaginar en un univers alternatiu durant un any. El títol Thor va revertir a Journey Into Mystery amb el número # 503 (novembre de 1996) i tenia quatre històries seqüencials diferents ("The Lost Gods" (Els déus perduts); "Master of Kung Fu"; "Vídua Negra" i "Hannibal King") abans de deixar de publicar-se amb el número 521 (juny de 1998). A l'època en què es publica The Last Gods Thor apareix a la sèrie dels Venjadors, mentre que a Journey into Mystery hi apareix un altre Thor, Red Norvell, així com bona part dels asgardians de la sèrie.

### Thor vol.2
Quan el personatge va ser retornat al corrent principal de l'Univers Marvel, Thor va ser rellançat amb Thor vol. 2, número 1 (juliol de 1998). A partir del número 36, el títol utilitzava la numeració doble en un homenatge a la sèrie original de Thor, i el quadre de subtítol per a dita edició es va convertir en el número 36 / # 538 (juny de 2001). El títol va transcórrer fins al número 85 / # 587, de desembre de 2004. Dan Jurgens va escriure els primers 79 números, amb Daniel Berman i Michael Avon Oeming completant la sèrie. La sèrie va deixar de publicar durant un temps al final d'aquest volum.

### Thor (vol.3) i recuperació de la numeració original
El tercer volum va començar com Thor # 1 (setembre de 2007), inicialment escrit per J. Michael Straczynski i dibuix a llapis d'Olivier Coipel entintat a la majoria de números per Mark Morales. Començant pel que hauria hagut de ser vol. 3, núm. 13 (gener de 2009), el tercer volum va tornar a ser el número 600, reflectint el número total dels tres volums. Kieron Gillen va prendre el relleu de Straczynski a Thor #604 amb els artistes Billy Tan, Richard Elson i Dougie Braithwaite, acabant l'arc argumental al #614. Matt Fraction va continuar la sèrie a partir del #615.
Com a part de la promoció de la pel·lícula Thor, Marvel va llançar a mitjans de 2010 diverses sèries protagonitzades pel personatge. Aquestes inclouen Thor: The Mighty Avenger de Roger Langridge i Chris Samnee, Thor: First Thunder per Bryan J. L. Glass i Tan Eng Huat, Thor: For Asgard per Robert Rodi i Simone Bianchi, i Iron Man/Thor escrita per Dan Abnett i Andy Lanning.

### The Mighty Thor
La numeració de la sèrie principal va passar novament, l'abril de 2011, al seu títol original de Journey into Mystery amb el número #622, amb l'escriptor Gillen i l'artista Braithwaite en una sèrie protagonitzada pel germà adoptiu de Thor, Loki revertit a la infància, mentre una nova sèrie de Thor titulada The Mighty Thor, va ser llençada el mateix nom per Fraction i l'artista Coipel, que va posar fi a el seu número #22 l'octubre de 2012.

### Thor: God of Thunder
A l'octubre de 2012, Thor es va convertir en un personatge habitual a Uncanny Avengers, començant pel número 1. El mes següent, una nova sèrie regular titulada Thor: God of Thunder de l'escriptor Jason Aaron i l'artista Esad Ribić va debutar com a part del rellançament Marvel NOW!.

### Thor vol.4 i 5
Com a conseqüència de l'arc argumental Original Sin Thor va ser indigne d'aixecar el seu martell i una nova deessa, la identitat de la qual era un secret fins i tot pels lectors al principi de la història, va aparèixer amb el nom de Thor a l'inici del volum 4, per Jason Aaron i l'artista Russell Dauterman. Aaron va afirmar que "no és She-Thor. Això no és Lady Thor. Això no és Thorita. Això és Thor. Aquest és el Thor de l'Univers Marvel. Però és diferent a qualsevol Thor que hem vist abans." L'octubre següent, Aaron i Dauterman van signar un acord exclusiu amb Marvel per continuar el seu treball junts en un segon volum de The Mighty Thor, també protagonitzat per la mateixa deessa. Durant aquesta etapa, Thor va protagonitzar la sèrie limitada The Unworthy Thor on s'explicava el motiu de que fos indigne del martell. La sèrie protagonitzada per la deessa va arribar al número 18 del seu segon volum (cinquè de la sèrie en total) en que deixava de ser la deessa del tro. Durant aquesta etapa també va recuperar la doble numeració al desembre de 2017, per senyalar el número 700.

### Thor vol.6 i King Thor
Encara sense poder-lo alçar va passar a protagonitzar la sèrie principal amb un nou número 1 que mantenia la doble numeració indicant també el núm.707, amb data de portada agost de 2018, de 16 números. La substitueix King Thor.

## Edicions a Catalunya
A Catalunya i Espanya existeixen diverses edicions dels còmics de Thor, totes elles en castellà per editorials catalanes o situades a Catalunya com Panini, començant per les d'Ediciones Vértice el 1970, en un format de 20,5 x 15 cm que no respectava l'original i on es retocaven vinyetes. A octubre de 1974 va continuar la sèrie original en format revista d'un mida lleugerament superior a l'original. No va començar a publicar en color fins al núm. 49 d'aquesta revista, publicat el setembre de 1980, en que es reeditaven alguns números que ja s'havien publicat anys abans en el volum 1 de la col·lecció. Vértice va acabar la publicació de Thor al número 53, a desembre del mateix any.
Planeta DeAgostini, amb el seu segell Comics Forum va prendre el relleu al febrer de 1983. Aquesta primera edició cronológica va començar per l'Annual núm.5 i el núm.302 de la sèrie principal i va arribar fins l'Annual núm.13 i el núm.367 en un format encara lleugerament més gran a l'original, en el qual sovint es partien episodis americans. La sèrie va continuar gairebé dos anys després en una col·lecció compartida amb la sèrie del Capità Amèrica, arribant fins al número 394 de la sèrie americana. Encara hi va haver un altre intent de col·lecció compartida amb el Capità América, de 13 números. A partir d'aquí la sèrie va continuar en llibres recopilatoris en la col·lecció Libros Grandes Sagas i en toms unitaris amb històries més o menys autoconclusives, fins a la recuperació del format de grapa amb Thor vol.2 amb el qual es va arribar al final del volum 1 de la sèrie americana, ja amb les mateixes dimensions que la sèrie americana. Tot i els canvis de format en les èpoques en que la sèrie venia menys i entre crossovers, Forum no va aconseguir publicar tots els números i se'n va saltar alguns que encara continuen inèdits (núm.433-444, 447-467 i 472-490).
El volum 2 americà també va començar en grapa, però els darrers números ja es van publicar en toms.
Planeta també va recopilar els primers còmics de Thor en la col·lecció "Biblioteca Marvel", incloent molts dels primers números que estaven inèdits:
- Biblioteca Marvel Thor/37 toms (2001-2004) de tapa tova format de 180 per 210 mm (semblant a un manga japonès) de 160 pàgines cada un, publicant els còmics: Journey into Mystery N °s 83-125; Thor, núm. 126-253, 255 - 336; Journey into Mystery Annual 1 (i únic); Thor Annual, núm. 2, 5 - 13; Marvel Spotlight N º 30; Bizarre adventures 32; Marvel Preview 10 i Marvel Graphic Novel: The Mighty Thor.

Però abans de la publicació d'aquesta Biblioteca Marvel, Planeta va publicar els números (després del 336):
- Col·lecció Obres Mestres N º 3 (toms de tapa tova amb solapes) "La balada de Bill Raigs Beta" (1992) que contenia els núm. 337-340.

Anys després es va fer un recull de toms en format "Fòrum" i de tapa tova amb solapes (1998-2000) commemorant l'etapa de Walter Simonson a Thor recopilant en els següents toms:
- Thor "La saga de Surtur" (col·lecció de 2 toms, núm. 341-353)
- Thor "La lluita per Asgard" (col·lecció de 2 toms, núm. 354-367)
- Balder l'espasa de Frey (tom únic, conté la minisèrie de 4 Números de Balder the Brave)
- Thor "La maledicció de Hela" (col·lecció de 2 toms, núm. 368-382).

Però a partir del 2005 els còmics de l'Editorial Marvel van ser editats a Espanya per l'editorial Panini, i van tenir la decisió de reeditar l'etapa de Simonson en volums de tapa dura amb el mateix format de Planeta, el mateix nombre de volums, la mateix nombre de pàgines i la retolació dels còmics. També ha reeditat en color diverses etapes del personatge.
Panini va continuar la publicació en toms del volum 2 americà, publicant la resta de volums en grapa.

## Altres mitjans

### Televisió
A la televisió, ha fet aparicions especials en sèries animades i en altres reals com:
- Com a protagonista:
  - Marvel Super Heroes (1966)
  - L'esquadró de superherois (2009)
  - Els Venjadors, els herois més poderosos del planeta (2010)
- Com aparició especial:
  - Les Noves Aventures de Spiderman (1981)
  - Spider-Man i els seus increïbles Amics (1981)
  - Hulk Torna (1988)
  - Hulk (1996)
  - Els 4 Fantàstics (sèrie animada) (1995)
- Cameos:
  - X-Men (sèrie animada) (1992) (capítol 41)
  - Els Venjadors (sèrie animada) (1999) (només en l'opening)

### Cinema
Thor va donar el salt a la pantalla gran amb la pel·lícula Thor, de Marvel Enterprises, estrenada el 2011. La pel·lícula seria un precedent de la seva aparició a la pel·lícula conjunta d'Els Venjadors esperada per al 2012, protagonitzada per Chris Hemsworth i dirigida per Kenneth Branagh amb el vilà Loki protagonitzat per Tom Hiddleston.
Després dels crèdits de la pel·lícula Iron Man 2 (2010), hi ha una escena extra on es pot veure a l'agent Coulson de la S.H.I.E.L.D. troba al mig del desert un cràter. L'agent treu el seu mòbil i diu "Senyor, l'hem trobat". L'escena acaba mostrant que dins el cràter hi ha el martell de Thor.
Thor ha confirmat un director: Kenneth Branagh, però res més que rumors sobre qui serà el déu tro. Recentment, Daniel Craig hauria rebutjat el paper, però un temps després l'actor confessà que només va ser una broma abans de l'elecció de Branagh. Anteriorment tenien a Matthew Vaughn ("Layer Cake" i "Stardust") com a director i Kevin McKidd com el "suposat" Thor però confessà que l'estudi buscava algú d'entre 19 i 20 anys deixant a McKidd de banda. Després van ser més els problemes de Matthew Vaungh que abandonà el projecte perquè hi tenien poca confiança, i el canvi per "Kick-Ass", l'adaptació basada en el "violent" còmic de Mark Millar després DJ Caruso ("Disturbia" i "Eagle Eye") estava en les negociacions per dirigir, però a última hora l'estudi canvi la seva decisió per Kenneth Branagh. El 16 de maig es va confirmar a Chris Hemsworth (George Kirk a Star Trek) com Thor. El 15 de juliol, es confirma la incorporació de Natalie Portman al repartiment, per a interpretar a Jane Foster.
També a aparegut a "Thor: Dark world", Avengers: Age of ultron, la segona part de The Avengers, a Thor: Ragnarock, la tercera pel·lícula en solitari i a Avengers: Infinity War, la tercera d'Avengers.